# البطولات الأسترالاسية 1912 (كرة مضرب)
هذه قائمة بالبطولات الأسترالاسية لكرة المضرب، المعروفة الآن باسم أستراليا المفتوحة لسنة 1912:

## فردي الرجال
سيسايل باركر هزم  ألفرد بياميش 3-6 6-3 1-6 6-1 7-5